# Batyżowieckie Oka

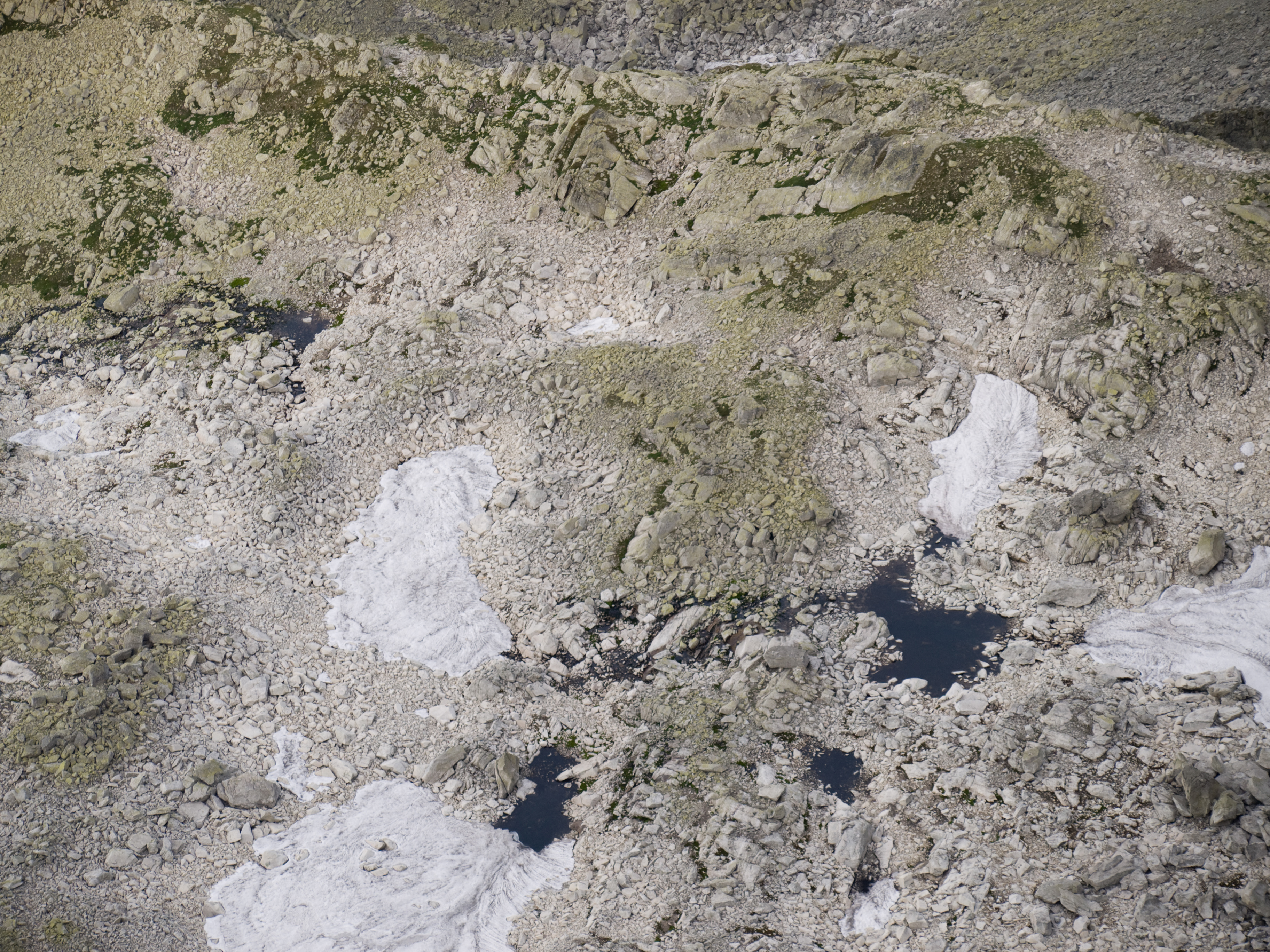
Batyżowieckie Oka – widok z Gerlacha

Batyżowieckie Oka (słow. Batizovské oká) – grupa małych okresowych stawków położonych na wysokości ok. 2200 m n.p.m. w górnych, północno-wschodnich partiach Doliny Batyżowieckiej w słowackiej części Tatr Wysokich. Batyżowieckie Oka leżą na Wyżniej Batyżowieckiej Równi u podnóża grani głównej Tatr. Do stawków tych nie prowadzą żadne znakowane szlaki turystyczne.
Batyżowieckie Oka są jednymi z najwyżej położonych zbiorników wodnych w Tatrach. W górnych partiach Doliny Pięciu Stawów Spiskich leży okresowy Barani Stawek (2207 m n.p.m.) dorównujący im wysokością położenia. Najwyżej położonym stałym zbiornikiem wodnym w Tatrach jest Lodowy Stawek znajdujący się w Dolince Lodowej, która stanowi odgałęzienie Doliny Pięciu Stawów Spiskich.